# ألما ترزيك
ألما ترزيك ساراش أوغلو (بالتركية: Alma Terzic Saraçoğlu) (من مواليد 11 يوليو 1987؛ زينيتشا ، البوسنة والهرسك ) هي ممثلة تلفزيونية وسينمائية بوسنية.

## نبذة
درست التمثيل لمدة أربع سنوات، وبدأت مسيرتها في التمثيل عام 2008 بفيلم "ثلج". في عام 2011، حققت شهرة واسعة من خلال دورها في فيلم في أرض الدم والعسل للمخرجة أنجلينا جولي، الذي تدور أحداثه حول حرب البوسنة، وقامت جولي بكتابة وإخراج الفيلم.
في يناير 2020، تزوجت من مراد ساراج أوغلو.

## أعمالها

### المسلسلات
- 2024-2025 - المؤسس عثمان - صوفيا
- 2019-2020 - المؤسس عثمان - صوفيا
- 2019 - المناوبة - جنيفر
- 2018 - المحارب - بيا
- 2016 - حريم السلطان: السلطانة كوسم - إستر خاتون
- 2015 - حرب الورود - بروك
- 2014 - مسألة شرف - روز
- 2013 - الفاتح - زليخة
- 2012 - وداع - ايرين
- 2011-2012 - الفراشات الزرقاء